# طواف إسبانيا 1986
طواف إسبانيا 1986 هو سباق دراجات هوائية أقيم بتاريخ 22 أبريل - 13 مايو، تكون السباق من 21 مرحلة وامتدّ لمسافة 3666 كم بسرعة 37.311 كم/س، استغرق السباق 98 ساعة 16 دقيقة 04 ثانية. فاز به الإسباني ألبارو بينو.

## الترتيب
| م                     | الدرّاج      | البلد   | الزمن                     |
| --------------------- | ----------- | ------- | ------------------------- |
| الفائز بالترتيب العام | ألبارو بينو | إسبانيا | 98 ساعة 16 دقيقة 04 ثانية |